# Sulcarius medius
Sulcarius medius là một loài tò vò trong họ Ichneumonidae.